# のじゃロリ
のじゃロリとは「わし」や「～じゃ」といった老人語を使う幼い女性キャラクターを指すインターネットスラングである。
外見的には幼児であるが言葉は老人めいているという属性のねじれは、ポップカルチャーにおいてはツンデレ（感情と言葉のねじれ）やボクっ娘（男性的一人称と性別のねじれ）など、別の類型においてもしばしば観察される。
得てして「のじゃロリ」に分類されるキャラクターは、外見からは想像できない超人的能力や老練な手管を有する。

## 代表的な「のじゃロリ」のキャラクター
- セッティエーム （パンプキン・シザーズ）[1]
- ナギ （かんなぎ）[1]
- 擬宝珠檸檬　（こちら葛飾区亀有公園前派出所）[2]
- ソティス （ファイアーエムブレム 風花雪月）
- 天音リリー（愚かな天使は悪魔と踊る)